# Kelly Price
Kelly Price (New York, 4 aprile 1973) è una cantante statunitense di genere R&B/soul.
Price è nata a Queens, New York. Dopo aver lavorato come corista per Mariah Carey, si fece notare per alcune collaborazioni con importanti artisti, tra cui Whitney Houston e Faith Evans nel singolo Heartbreak Hotel.
Nel 1998 debuttò come solista con l'album discografico Soul of a Woman.
Due anni dopo è la volta di Mirror Mirror che raccoglie molti consensi dai critici.
Dopo un album natalizio, Kelly lancia regolarmente il suo terzo album Priceless nel 2003.
Nel 2006 esce un suo disco di musica gospel intitolato This Is Who I Am.

## Discografia

### Album in studio
- 1998 – Soul of a Woman
- 2000 – Mirror Mirror
- 2001 – One Family: a Christmas Album
- 2003 – Priceless
- 2006 – This Is Who I Am
- 2011 – Kelly
- 2014 – Sing Pray Love, Vol. 1: Sing